# NGC 2938
NGC 2938 is een balkspiraalstelsel in het sterrenbeeld Draak. Het hemelobject werd op 2 april 1801 ontdekt door de Duits-Britse astronoom William Herschel.
- In de sterrenatlas Uranometria 2000.0 (Volume 1) is NGC 2938 het meest westelijke NGC object in het sterrenbeeld Draak (zie kaart 8).

## Synoniemen
- UGC 5115
- MCG 13-7-32
- ZWG 350.27
- PGC 27473